# Jewgienij Szewczuk
Jewgienij Wasiljewicz Szewczuk (ros. Евгений Васильевич Шевчук ur. 19 czerwca 1968 w Rybnicy) – naddniestrzański polityk, przewodniczący Rady Najwyższej Naddniestrza w latach 2005–2009 i prezydent Naddniestrza od 30 grudnia 2011 do 16 grudnia 2016.

## Życiorys
Jewgienij Szewczuk urodził się w 1968 w Rybnicy w Mołdawskiej SRR w rodzinie robotniczej. Ukończył mechanizację na Ukraińskiej Akademii Rolniczej w Kijowie oraz prawo na Naddniestrzańskim Uniwersytecie Państwowym w Tyraspolu. Kształcił się również w Akademii Zarządzania Ministerstwa Spraw Wewnętrznych Federacji Rosyjskiej, w Akademii Handlu Zagranicznego Federacji Rosyjskiej oraz w Akademii Dyplomatycznej przy Ministerstwie Spraw Zagranicznych Ukrainy. W 2003 zdobył tytuł doktora ekonomii.
W latach 1992–1998 pracował w Departamencie Spraw Wewnętrznych w Ministerstwie Spraw Wewnętrznych Naddniestrza. W 1998 stanął na czele policji podatkowej w Tyraspolu. W latach 1998–2000 pracował w komercyjnych firmach, m.in. w banku „Agroprombank” w Rybnicy oraz jako zastępca dyrektora w firmie „Sheriff”.
W grudniu 2000 objął mandat deputowanego do Rady Najwyższej Naddniestrza z ramienia Partii Odnowa, zostając także wiceprzewodniczącym Rady. W wyborach parlamentarnych w 2005 i w 2010 uzyskiwał reelekcję. 28 grudnia 2005 został wybrany przewodniczącym parlamentu. Funkcję tę pełnił do 22 lipca 2009, kiedy zrezygnował z urzędu, a jego następcą został wybrany Anatolij Kamiński, dotychczasowy wiceprzewodniczący Rady. Powodem rezygnacji był sprzeciw wobec polityki prezydenta Igora Smirnowa, w tym wobec proponowanych zmian w konstytucji. W latach 2006–2010 zajmował stanowisko przewodniczącego Partii Odnowa.
W 2011 został jednym z pięciu kandydatów w wyborach prezydenckich zaplanowanych na 11 grudnia 2011. Jego głównymi rywalami zostali urzędujący prezydent Igor Smirnow oraz przewodniczący parlamentu Anatolij Kamiński, popierany przez władze rosyjskie. W pierwszej turze wyborów zajął pierwsze miejsce, zdobywając 38,6% głosów, pokonując Anatolija Kamińskiego (26,3%) oraz prezydenta Smirnowa (24,7%). W drugiej turze 25 grudnia 2011 pokonał Kamińskiego, uzyskawszy 73,9% głosów. Urząd prezydenta objął 30 grudnia 2011. Zadeklarował podjęcie działań na rzecz uznania międzynarodowego separatystycznej republiki oraz strategiczną współpracę z Rosją.
W 2016 r. przegrał w pierwszej turze kolejne wybory prezydenckie w Naddniestrzu z formalnie niezależnym, ale wspieranym przez holding Sheriff kandydatem Wadimem Krasnosielskim.
W 2017 r. Rada Najwyższa Naddniestrza pozbawiła go immunitetu, przysługującego z mocy prawa byłym prezydentom kraju, w związku z wniesieniem przez prokuratora generalnego Naddniestrza oskarżenia o zawłaszczenie mienia publicznego w znacznych rozmiarach. Przeciwko Szewczukowi wytoczono także sprawy o przyjęcie łapówki i bezzasadne zatrzymanie pracownikom naddniestrzańskiego sektora budżetowego 30% wynagrodzeń. Jewgienij Szewczuk opuścił Naddniestrze i udał się do Mołdawii, która zapowiedziała, że nie wyda go władzom w Tyraspolu. Szewczuk wielokrotnie krytykował holding Sheriff i jego działalność. W Naddniestrzu został skazany na 16 lat więzienia za sprzeniewierzenie funduszy publicznych, przyjmowanie łapówek i przemyt.